# Оболенский, Александр Васильевич (боярин)
Князь Алекса́ндр Васи́льевич Оболе́нский (? — 20 ноября 1501) — князь, воевода и боярин на службе у великого князя московского Ивана III Васильевича. Происходил от Святого Михаила Черниговского. Сын князя Василия Ивановича Оболенского — Косого.

## Биография
Участвовал в большинстве военных действий Ивана III.
Впервые упоминается в 1476 году, в качестве боярина, он сопровождал Ивана III в его поездке в Новгород. В 1477 году участвует в военном походе на Новгород, находился в отряде брата Ивана III Андрея Васильевича Меньшого, одним из воевод Царского полка, начальствуя калужанами, алексенцыми, серпуховчанами, москвичами, радонежцами и новоторжцами. Ему приказано наступать на город со стороны Юрьева монастыря (19 ноября), и стоял уже в городе у Николы на Мостищах (27 ноября).
В 1484 году участвует в военном походе против Казани после смерти казанского царя Ибрагима.
В 1487 году участвует в походе на Казань с целью возведения на престол царевича Мухаммед-Амина, 1-м воеводою правой руки судовой рати, берут Казань и самого хана (09 июля).
1492 год — воевода в Можайске.
В 1493 году с московской и казанской ратью ходил в Литву и участвовал в взятии Серпейска и Опакова (в районе современного села Палатки на Угре).
В 1495 году участвовал в поездке великого князя московского Ивана III в Новгород.
1497 год — поход под Казань для защиты Мухаммед-Амина от царя Мамука, 2-м воеводою Большого полка.
В 1501 году совершил с псковским войском поход в Ливонию. Разорены окрестности Дерпта, Мариенбурга, Нейгаузена, убито и взято в плен множество местных жителей. В сражении у Гельмеда одержал полную победу, но был убит. Когда магистр Ливонского ордена Вальтер фон Плеттенберг ночью неожиданно напал на войско Даниила Щени, авангардный отряд Оболенского отразил этот натиск, но сам он погиб. Погребён в Троице-Сергиевом монастыре.
Сын — Василий (в монашестве — Варлаам; ум. 1528).
Князь Александр Васильевич владел поместьями в Деревской пятине, а также в Бежецком уезде.